# Teresa di Sassonia-Altenburg (1823)
Enrichetta Federica Teresa Elisabetta di Sassonia-Altenburg (Hildburghausen, 9 ottobre 1823 – Altenburg, 3 aprile 1915) è stata una principessa di Sassonia-Altenburg.

## Biografia
Teresa era la seconda delle quattro figlie sopravvissute del duca Giuseppe di Sassonia-Altenburg (1789–1868), e di sua moglie Amalia (1799–1848), figlia del duca Ludovico Federico Alessandro di Württemberg. Suoi padrini furono, oltre suo nonno Ludovico, il principe Alessandro di Württemberg e la principessa Elisabetta Alessandrina di Württemberg, suoi zii materni. Venne istruita, insieme alle sue sorelle Maria, Elisabetta ed Alessandra, da Carl Ludwig Nietzsche, padre del famoso filosofo. In seguito Teresa avrebbe aiutato finanziariamente Friedrich Nietzsche e la sua famiglia.
Teresa, anche se descritta come la più attraente delle sorelle, non si sposò mai. Tra coloro che la chiesero in sposa vi fu, tra gli altri, l'imperatore dei francesi Napoleone III. Ella fu inizialmente addolorata per la madre gravemente ammalata, ed in seguito curò il padre sino alla morte di questi.
Teresa visse sino alla sua morte nel castello estivo detto del Gioioso Ritorno, che mantenne in buone condizioni, nonostante vi soggiornasse sempre, tanto che in seguito il castello acquisì nuova importanza per il tribunale di Altenburg. Nel 1894 l'Imperatore Guglielmo II fu ospite nel castello, nel corso di una battuta di caccia. Teresa fu una dama dell'ordine bavarese di Teresa, fondato in onore di sua zia.

## Ascendenza
|                                             |                                    |                                           | Genitori                                               |  |  | Nonni |  |  | Bisnonni                                        |  |  | Trisnonni                                      |  |
|                                             |                                    |                                           |                                                        |  |  |       |  |  | Ernesto Federico III di Sassonia-Hildburghausen |  |  | Ernesto Federico II di Sassonia-Hildburghausen |  |
|                                             |                                    |                                           |                                                        |  |  |       |  |  | Ernesto Federico III di Sassonia-Hildburghausen |  |  | Ernesto Federico II di Sassonia-Hildburghausen |  |
|                                             |                                    | Carolina di Erbach-Fürstenau              |                                                        |  |  |       |  |  | Ernesto Federico III di Sassonia-Hildburghausen |  |  |                                                |  |
| Federico di Sassonia-Altenburg              |                                    |                                           |                                                        |  |  |       |  |  | Ernesto Federico III di Sassonia-Hildburghausen |  |  |                                                |  |
|                                             |                                    | Ernestina Augusta di Sassonia-Weimar      | Ernesto Augusto I di Sassonia-Weimar                   |  |  |       |  |  |                                                 |  |  |                                                |  |
|                                             |                                    | Ernestina Augusta di Sassonia-Weimar      | Ernesto Augusto I di Sassonia-Weimar                   |  |  |       |  |  |                                                 |  |  |                                                |  |
|                                             |                                    | Ernestina Augusta di Sassonia-Weimar      | Sofia Carlotta di Brandeburgo-Bayreuth                 |  |  |       |  |  |                                                 |  |  |                                                |  |
| Giuseppe di Sassonia-Altenburg              |                                    | Ernestina Augusta di Sassonia-Weimar      |                                                        |  |  |       |  |  |                                                 |  |  |                                                |  |
|                                             |                                    | Carlo II di Meclemburgo-Strelitz          | Carlo Ludovico Federico di Meclemburgo-Strelitz        |  |  |       |  |  |                                                 |  |  |                                                |  |
|                                             |                                    | Carlo II di Meclemburgo-Strelitz          | Carlo Ludovico Federico di Meclemburgo-Strelitz        |  |  |       |  |  |                                                 |  |  |                                                |  |
|                                             |                                    | Carlo II di Meclemburgo-Strelitz          | Elisabetta Albertina di Sassonia-Hildburghausen        |  |  |       |  |  |                                                 |  |  |                                                |  |
| Carlotta di Meclemburgo-Strelitz            |                                    | Carlo II di Meclemburgo-Strelitz          |                                                        |  |  |       |  |  |                                                 |  |  |                                                |  |
|                                             |                                    | Federica Carolina Luisa d'Assia-Darmstadt | Giorgio Guglielmo d'Assia-Darmstadt                    |  |  |       |  |  |                                                 |  |  |                                                |  |
|                                             |                                    | Federica Carolina Luisa d'Assia-Darmstadt | Giorgio Guglielmo d'Assia-Darmstadt                    |  |  |       |  |  |                                                 |  |  |                                                |  |
|                                             |                                    | Federica Carolina Luisa d'Assia-Darmstadt | Maria Luisa Albertina di Leiningen-Dagsburg-Falkenburg |  |  |       |  |  |                                                 |  |  |                                                |  |
| Teresa di Sassonia-Altenburg                |                                    | Federica Carolina Luisa d'Assia-Darmstadt |                                                        |  |  |       |  |  |                                                 |  |  |                                                |  |
|                                             | Federico II Eugenio di Württemberg | Carlo I Alessandro di Württemberg         |                                                        |  |  |       |  |  |                                                 |  |  |                                                |  |
|                                             | Federico II Eugenio di Württemberg | Carlo I Alessandro di Württemberg         |                                                        |  |  |       |  |  |                                                 |  |  |                                                |  |
|                                             | Federico II Eugenio di Württemberg | Maria Augusta di Thurn und Taxis          |                                                        |  |  |       |  |  |                                                 |  |  |                                                |  |
| Ludovico Federico Alessandro di Württemberg | Federico II Eugenio di Württemberg |                                           |                                                        |  |  |       |  |  |                                                 |  |  |                                                |  |
|                                             |                                    | Federica Dorotea di Brandeburgo-Schwedt   | Federico Guglielmo di Brandeburgo-Schwedt              |  |  |       |  |  |                                                 |  |  |                                                |  |
|                                             |                                    | Federica Dorotea di Brandeburgo-Schwedt   | Federico Guglielmo di Brandeburgo-Schwedt              |  |  |       |  |  |                                                 |  |  |                                                |  |
|                                             |                                    | Federica Dorotea di Brandeburgo-Schwedt   | Sofia Dorotea di Prussia                               |  |  |       |  |  |                                                 |  |  |                                                |  |
| Amalia di Württemberg                       |                                    | Federica Dorotea di Brandeburgo-Schwedt   |                                                        |  |  |       |  |  |                                                 |  |  |                                                |  |
|                                             |                                    | Carlo Cristiano di Nassau-Weilburg        | Carlo Augusto di Nassau-Weilburg                       |  |  |       |  |  |                                                 |  |  |                                                |  |
|                                             |                                    | Carlo Cristiano di Nassau-Weilburg        | Carlo Augusto di Nassau-Weilburg                       |  |  |       |  |  |                                                 |  |  |                                                |  |
|                                             |                                    | Carlo Cristiano di Nassau-Weilburg        | Augusta Federica Guglielmina di Nassau-Idstein         |  |  |       |  |  |                                                 |  |  |                                                |  |
| Enrichetta di Nassau-Weilburg               |                                    | Carlo Cristiano di Nassau-Weilburg        |                                                        |  |  |       |  |  |                                                 |  |  |                                                |  |
|                                             |                                    | Carolina d'Orange-Nassau                  | Guglielmo IV di Orange-Nassau                          |  |  |       |  |  |                                                 |  |  |                                                |  |
|                                             |                                    | Carolina d'Orange-Nassau                  | Guglielmo IV di Orange-Nassau                          |  |  |       |  |  |                                                 |  |  |                                                |  |
|                                             |                                    | Carolina d'Orange-Nassau                  | Anna di Hannover                                       |  |  |       |  |  |                                                 |  |  |                                                |  |
|                                             |                                    | Carolina d'Orange-Nassau                  |                                                        |  |  |       |  |  |                                                 |  |  |                                                |  |